# Siberobah
Siberobah is een bestuurslaag in het regentschap Kuantan Singingi van de provincie Riau, Indonesië. Siberobah telt 384 inwoners (volkstelling 2010).